# Phasen des kreativen Prozesses
Kreative Prozesse vollziehen sich bewusst oder unbewusst in verschiedenen Phasen. Zur systematischen Lösung von Problem- oder Aufgabenstellungen ist die bewusste Vorgehensweise mit Hilfe eines Phasenmodells empfehlenswert. In der Literatur tauchen Phasenmodelle mit unterschiedlichen Anzahlen von Phasen auf. Hier werden einige dieser Modelle vorgestellt. Es gibt weiter differenzierte Modelle mit bis zu zwölf Phasen (Hans Lenk, 2013: 12 Is). Die kreative Lösung ist nur ein Sonderfall der Problemlösung.

## Phasenmodelle

### Drei-Phasen-Modell

#### Analytische Phase
Eine grobe Einteilung liefert ein Drei-Phasen-Modell:
Die analytische (logische) Phase besteht aus Problemanalyse und Zielbestimmung. Sowohl das Problem als auch das Ziel werden zu Anfang eines Ideenfindungsprozesses möglichst genau geklärt, um eine einheitliche Ausgangsbasis herzustellen.

#### Intuitive Phase
Dann beginnt die Suche nach Ideen für die Problemlösung. Um möglichst viele, originelle Ideen zu finden, können Kreativitätstechniken angewendet werden. In dieser Phase ist jegliche Kritik an Ideen zu unterbinden. Es wird empfohlen, nach einer anstrengenden Denkphase zu entspannen und von dem Problem Abstand zu nehmen, um in der Inkubationszeit dem Unterbewusstsein die Möglichkeit zu geben, Geistesblitze zu entwickeln.

#### Kritische Phase
Schließlich werden Ideen in Bezug auf das gesetzte Ziel bewertet und zur weiteren Verfolgung ausgewählt. Ungeeignete Ideen werden ausgeschlossen.
Eine Zerlegung des kreativen Prozesses in diese drei Phasen hat entscheidende Vorteile:
- Klarheit/Konsens über Problemstellung und Ziel
- Trennung von Ideenfindung und -bewertung

### Vier-Phasen-Modell (Wallas 1926)
Dieses Modell geht zurück auf Beobachtungen des deutschen Physiologen und Physikers Hermann von Helmholtz (1884) und des französischen Mathematikers Henri Poincaré (1908). Graham Wallas hat diese Beobachtungen 1926 zu einer systematischen Theorie des kreativen Denkens zusammengefasst. Heute gelten die von Wallas eingeführten Stichworte als universelle Elemente, die während der Gedankenarbeit fast immer in ähnlicher Weise auftauchten.

#### Phase der Präparation (Vorbereitung): Das Problem wird als solches erkannt
Die erste Phase ist die Einstimmung auf das Problem. Die Vorbereitungsphase hat einen stark entdeckenden Charakter und wird auch Phase der Exploration oder der Saturation (Helmholtz, Poincaré) genannt. Hier findet das Entdecken und Sammeln von Informationen über das Problem statt und somit wird ein Wissen aufgebaut. Aus diesem angesammelten Rohmaterial werden später kreative Lösungsansätze entwickelt.
Es ist von der Situation abhängig, auf welche Weise ein Individuum oder eine Gruppe zu kreativen Leistungen animiert werden kann. Die Literatur führt diesbezüglich hinreichend Beispiele an. So mögen bei einigen Menschen das neue Positionieren des Schreibtisches, auf und ab Gehen, autogenes Training, ein morgendlicher Dauerlauf oder ein tägliches trockenes Hautbürsten von den Extremitäten zum Herzen hin einen positiven Einfluss ausüben. Ein Augentraining zur Harmonisierung der Gehirnhälften oder Freudeübungen wie positive Eigenmotivation durch eine freundliche innere Stimme werden ebenso empfohlen, eine inspirierende Atmosphäre zu stimulieren.

#### Phase der Inkubation: Man glaubt, nie eine Lösung zu finden, und fühlt sich schlecht
Aus medizinischer Sicht beschreibt der Begriff Inkubation die Zeit zwischen Infektion und Ausbruch einer Krankheit. Im übertragenen Sinne dominiert während dieser Kreativitätsphase nicht das bewusste geistige Ringen um und mit Rohmaterial, sondern ein Reifeprozess.
Um diesen Prozess ungestört ablaufen zu lassen, entfernt sich der Kreative bewusst von dem Problem, verneint es und beschäftigt sich mit Themen, die scheinbar nichts mit dem Problem zu tun haben. Diese Abkehr kann einen Ausbruch aus gewohnten Denkmustern ermöglichen. Künstler berichten in dieser Phase beispielsweise von einer Rückwärtsbewegung vom Wort zum Bild, die schöpferische Impulse auslösen kann.
Helmut Schlicksupp empfiehlt, der eigenen unbewussten Kreativität zu vertrauen: Die Inkubation sei die Phase, in der die während der ersten Phase angesammelten Informationen in das Unterbewusstsein absinken und dort schwebend weiterverarbeitet werden.

#### Phase der Illumination: der Geistesblitz
Als plötzliche „Erleuchtung“ oder auch „Heureka-Erlebnis“ wird der kreative Einfall bewertet. Dabei handelt es sich um eine Einsichtsphase, die das Erlebnis des Richtigseins beschreibt. Bei einem Individuum kann plötzlich ein lang ersehnter Lösungsansatz aus dem Unterbewusstsein auftauchen. In einer Gruppe kann eine zufällige Wahrnehmung eines nebensächlichen Details oder das Verhalten einer anderen Person dieses Erlebnis auslösen.

#### Phase der Verifikation: Machbarkeit und Umsetzung
Die gefundenen Lösungsansätze bedeuten oft noch nicht die völlige Lösung eines Problems. In der vierten Phase, auch Gestaltungsphase oder Phase der Elaboration genannt, werden die Lösungsansätze systematisch ausgearbeitet und die gewonnenen Einsichten auf Machbarkeit überprüft.
In vielen Projekten mündet diese Phase zuerst in der Präsentation einer Idee vor einem Entscheidungsgremium. Hier gibt Helmut Schlicksupp zu beachten, dass, je embryonaler eine Idee ist, sie desto angreifbarer gegenüber Kritik und Zweifeln wird. Daher ist eine detaillierte Ausgestaltung der Idee wichtig, die über Funktionen, Nutzen und Wert genau Auskunft gibt.
Zuweilen wird von einer fünften Phase gesprochen: Der Elaboration, also der Ausarbeitung des Gedankens. Bei Poincaré finden sich diese fünf Phasen, wenn auch nicht unter den Stichworten, die Wallas eingeführt hat. Systematisch hängen aber Verifikation und Elaboration miteinander zusammen. Poincaré war der Überzeugung, dass die Ausarbeitung Teil der Überprüfung sei. Insofern ist die Beschränkung auf vier Phasen durchaus berechtigt.

### „B-I-L-D“ – ein weiteres Vier-Phasen-Modell
Das Modell „B-i-l-d“ nach Off (2008) geht von vier Schritten aus:
- Beschreibung (des Problems)
- Informationsanordnung
- Lösung
- Darstellung bzw. Durchsetzung

Es verbindet die oben genannten Phasen zu dem Akronym BILD. B entspricht in etwa der Präparation, I der Inkubation, L der Illumination und D der Verifikation gemäß dem Prozessmodell von Graham Wallas.

## Kreative Pause (Zwischenphase)
Als kreative Pause bezeichnet man z. B. aus gestaltpsychologischer Sicht eine Pause unterschiedlicher Länge im kreativen Schaffensprozess von Künstlern, Wissenschaftlern und Geisteswissenschaftlern. Dabei ist die Pause selbst nicht von kreativen Tätigkeiten gekennzeichnet. Sie soll eher der Erholung des Geistes und der Wiederherstellung der Schaffenskraft dienen.
Für die kreative Pause findet sich in der Literatur auch der Begriff Separator. Als Separator wird eine Unterbrechung und Trennung von (Denk-)Zuständen verstanden, die dem Gehirn ermöglicht, sich auf die nächste Anforderung einzustellen und sich vollständig von der vorherigen zu lösen. Als Beispiel sei der Übergang von der Ideenfindung (Inkubation / Illumination) zur Ideenbewertung (Verifikation) genannt.
Die Notwendigkeit kreativer Pausen in kreativen Schaffensprozessen ist jedoch nicht belegt. Argumentiert wird, dass in der sogenannten intuitiven Phase nach einer anstrengenden Ideenfindungsphase Entspannung erforderlich sei. Dann soll den gefundenen Ideen während der Inkubationsphase in einem unbewussten Verarbeitungsvorgang Gelegenheit zur Neukombination gegeben und dem erwarteten Ausbruch von Geistesblitzen der Boden bereitet werden. Während solcher Pausen beschäftigt sich der Kreative mit themenfremden Gegenständen, wählt einfache, manuelle Tätigkeiten zur Ablenkung, macht Spaziergänge oder nimmt sich Arbeiten vor, die zu ihrer Fertigstellung routinierte Fertigkeiten benötigen. Irgendwann endet die kreative Pause mit dem kreativen Ausbruch, die Produktivität nimmt zu, neue Ideen entstehen, die Nachtruhe wird verkürzt oder durch Einfälle unterbrochen, die sofort skizziert werden müssen.
Demgegenüber wird argumentiert, dass nach einer willkürlichen Pause im kreativen Prozess die Rückkehr zur Problemlösung extrem schwierig sein kann. Unterbrechungen und Ablenkungen werden im Regelfall die Produktivität verringern oder sie in schwerwiegender Weise behindern. Eine Pause sei nur angebracht, wenn grundsätzlich neue Argumente auftauchen und bewertet werden müssen.
Eine kreative Pause kann von unterschiedlicher Dauer sein. Manche Personen benötigen lediglich Stunden, um an den Schreibtisch zurückzukehren, bei anderen dauert es Tage und Wochen, gar Monate, bis der Geist wieder in der Lage ist, neue Ideen zu produzieren oder aus einer visionären in die realistische Problemlösungsphase eintauchen.